# Euglossa viridissima
 (octobre 2024).
Si vous disposez d'ouvrages ou d'articles de référence ou si vous connaissez des sites web de qualité traitant du thème abordé ici, merci de compléter l'article en donnant les références utiles à sa vérifiabilité et en les liant à la section « Notes et références ».
Espèce
Euglossa viridissima est une espèce d'abeilles de famille des Apidae. Elle est largement répandue dans les régions tropicales d'Amérique centrale et du Sud, notamment au Mexique, au Guatemala, au Belize et dans d'autres zones de la forêt tropicale. Ces abeilles, communément appelées « abeilles orchidées »[réf. nécessaire], sont particulièrement reconnues pour leur rôle dans la pollinisation des orchidées ainsi que d'autres plantes tropicales, comme la vanille.

## Systématique
Le nom valide complet (avec auteur) de ce taxon est Euglossa viridissima Friese (d), 1899.